# Metropolitana di Daejeon
La metropolitana di Daejeon è il sistema di metropolitana a Daejeon in Corea del Sud, attualmente dispone di 22 stazioni per una lunghezza di 22,6 km.

## Storia
Il primo tratto di linea lungo 12,4 km fu inaugurato il 16 marzo 2006, mentre i restanti 10,2 km aprirono i battenti il 17 aprile 2008, pertanto attualmente la metropolitana dispone di 1 linea operativa, servita da 22 stazioni.
Una seconda linea è stata progettata e la fase di costruzione avrebbe dovuto iniziare nel 2008 ma a causa delle difficoltà finanziarie dell'amministrazione comunale e del governo è stata rimandata a tempo indeterminato. In origine l'amministrazione municipale prevedeva la costruzione di altre tre linee, per un totale di 5, ma il futuro dell'intero progetto è incerto vista la dilazione dei tempi di realizzazione della seconda linea, su cui non sono stati forniti dettagli.
La linea 1 (대전 도시철도 1호선 - 大田都市鐵道1號線, Daejeon Dosi Cheoldo il-hoseon) è al momento l'unica linea al servizio della città di Daejeon, in Corea del Sud, ed è stata inaugurata nel 2006. Il colore che identifica la linea è il verde bottiglia (●). Il traffico registrato nel 2013 ammontava a 109.230.

## Stazioni
| Numero stazione | Stazione Alfabeto  | Stazione Hangŭl | Stazione Hanja   | Collegamenti                                   | Linea  | Dist. interst. | Dist. totale | Posizione | Posizione  |
|                 |                    |                 |                  |                                                |        |                |              |           |            |
| 101             | Panam              | 판암 (대전대)   | 板岩 (大田大)    |                                                | Line 1 | ----           | 0.00         | Daejeon   | Dong-gu    |
| 102             | Sinheung           | 신흥            | 新興驛           |                                                | Line 1 | 0.94           | 0.94         | Daejeon   | Dong-gu    |
| 103             | Daedong            | 대동 (우송대)   | 大洞驛 (又松大)  |                                                | Line 1 | 1.22           | 2.16         | Daejeon   | Dong-gu    |
| 104             | Daejeon            | 대전            | 大田驛           | Linea Gyeongbu Linea KTX Gyeongbu              | Line 1 | 1.01           | 3.17         | Daejeon   | Dong-gu    |
| 105             | Jungangno          | 중앙로          | 中央路驛         |                                                | Line 1 | 0.83           | 4.00         | Daejeon   | Jung-gu    |
| 106             | Jung-gu Office     | 중구청          | 中區廳驛         |                                                | Line 1 | 0.70           | 4.70         | Daejeon   | Jung-gu    |
| 107             | Seodaejeon Negeori | 서대전네거리    | 西大田十字路口驛 | Linea Honam Linea KTX Honam (presso Seodaejeon | Line 1 | 0.84           | 5.54         | Daejeon   | Jung-gu    |
| 108             | Oryong             | 오룡            | 五龍驛           |                                                | Line 1 | 0.78           | 6.32         | Daejeon   | Jung-gu    |
| 109             | Yongmun            | 용문            | 龍汶驛           |                                                | Line 1 | 1.50           | 7.82         | Daejeon   | Seo-gu     |
| 110             | Tanbang            | 탄방            | 炭坊驛           |                                                | Line 1 | 1.20           | 9.02         | Daejeon   | Seo-gu     |
| 111             | Municipio          | 시청            | 市廳驛           |                                                | Line 1 | 0.75           | 9.77         | Daejeon   | Seo-gu     |
| 112             | Government Complex | 정부청사        | 政府廳舍         |                                                | Line 1 | 0.99           | 10.76        | Daejeon   | Seo-gu     |
| 113             | Galma              | 갈마            | 葛馬驛           |                                                | Line 1 | 0.75           | 11.51        | Daejeon   | Seo-gu     |
| 114             | Wolpyeong          | 월평            | 月坪驛           |                                                | Line 1 | 0.75           | 12.26        | Daejeon   | Seo-gu     |
| 115             | Gapcheon           | 갑천            | 甲川驛           |                                                | Line 1 | 1.04           | 13.30        | Daejeon   | Seo-gu     |
| 116             | Yuseong Spa        | 유성온천        | 儒城溫泉驛       |                                                | Line 1 | 1.28           | 14.59        | Daejeon   | Yuseong-gu |
| 117             | Guam               | 구암            | 九岩驛           |                                                | Line 1 | 1.05           | 15.63        | Daejeon   | Yuseong-gu |
| 118             | Cimitero Nazionale | 현충원          | 顯忠院驛         |                                                | Line 1 | 0.84           | 16.47        | Daejeon   | Yuseong-gu |
| 119             | Worldcup Stadium   | 월드컵경기장    | 월드컵競技場驛   |                                                | Line 1 | 1.06           | 17.53        | Daejeon   | Yuseong-gu |
| 120             | Noeun              | 노은            | 老隱驛           |                                                | Line 1 | 0.81           | 18.34        | Daejeon   | Yuseong-gu |
| 121             | Jijok              | 지족            | 智足驛           |                                                | Line 1 | 1.15           | 19.49        | Daejeon   | Yuseong-gu |
| 122             | Banseok            | 반석            | 盤石驛           |                                                | Line 1 | 0.98           | 20.47        | Daejeon   | Yuseong-gu |
|                 |                    |                 |                  |                                                |        |                |              |           |            |